# スワン座

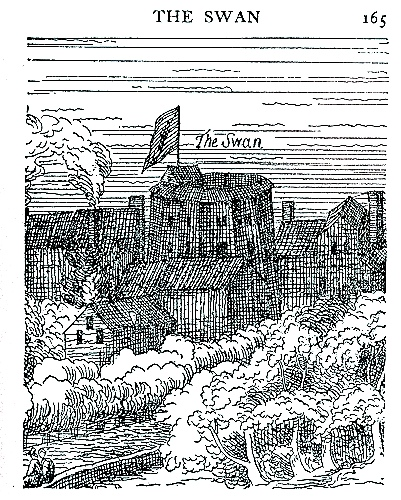
スワン座の外観。クラース・ヤンス・フィッセルによるロンドンのパノラマの一部を模写したもの。

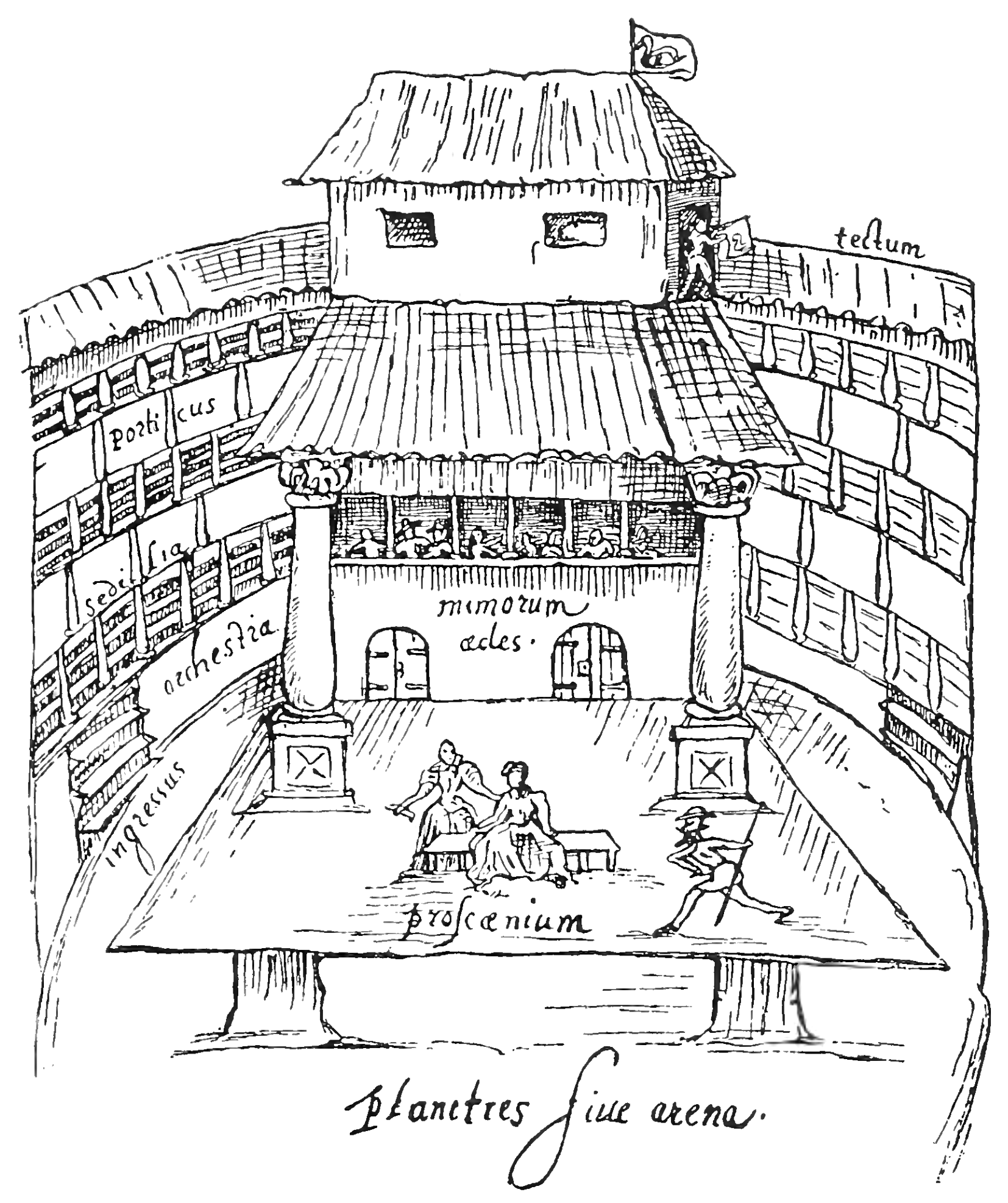
スワン座の張出舞台で進行中の上演を描いた1595年のスケッチ。ヨハネス・デ・ウィットによる。

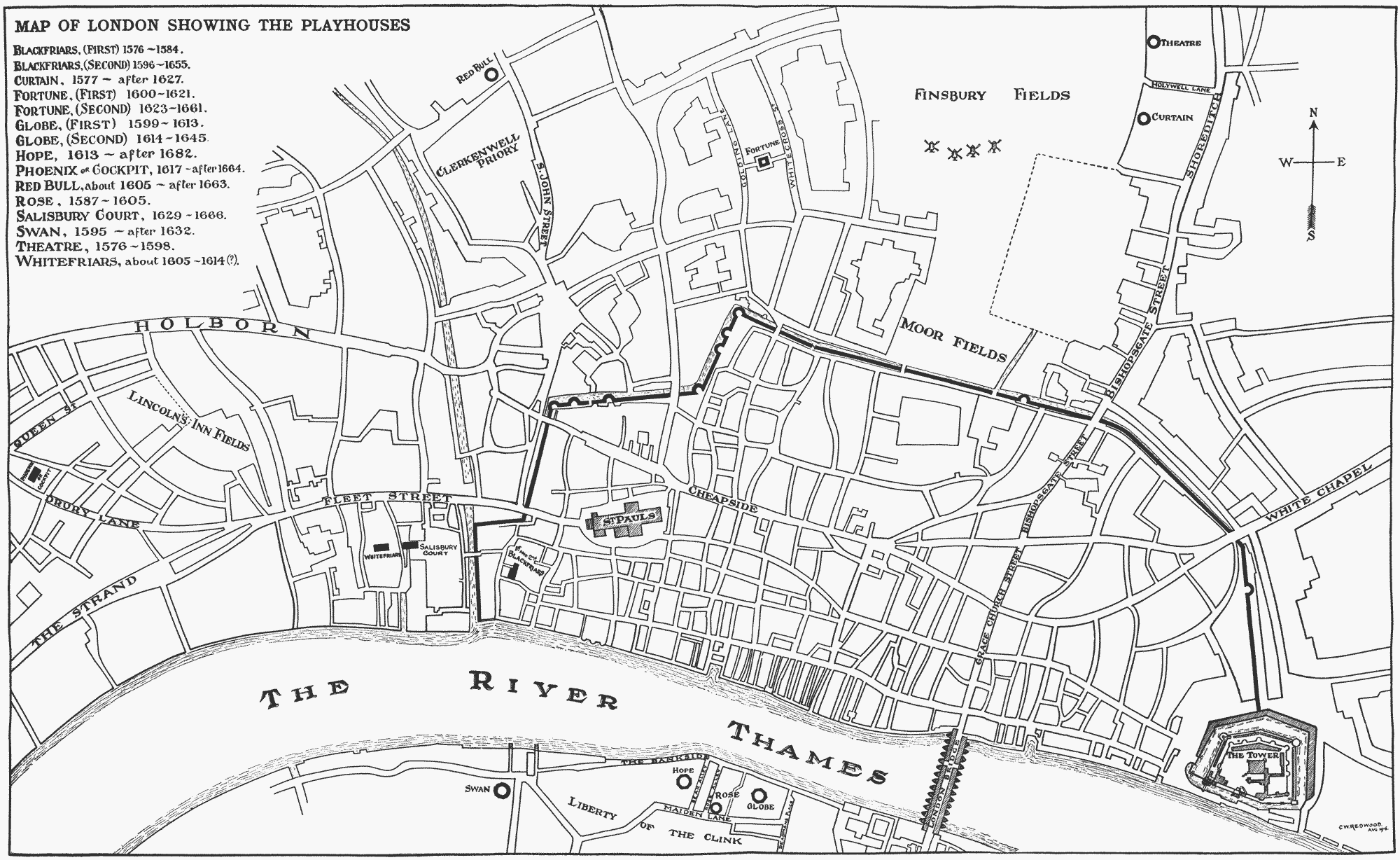
ロンドンの街の地図。中央下部にスワン座の名（"SWAN"）が見られる。拡大

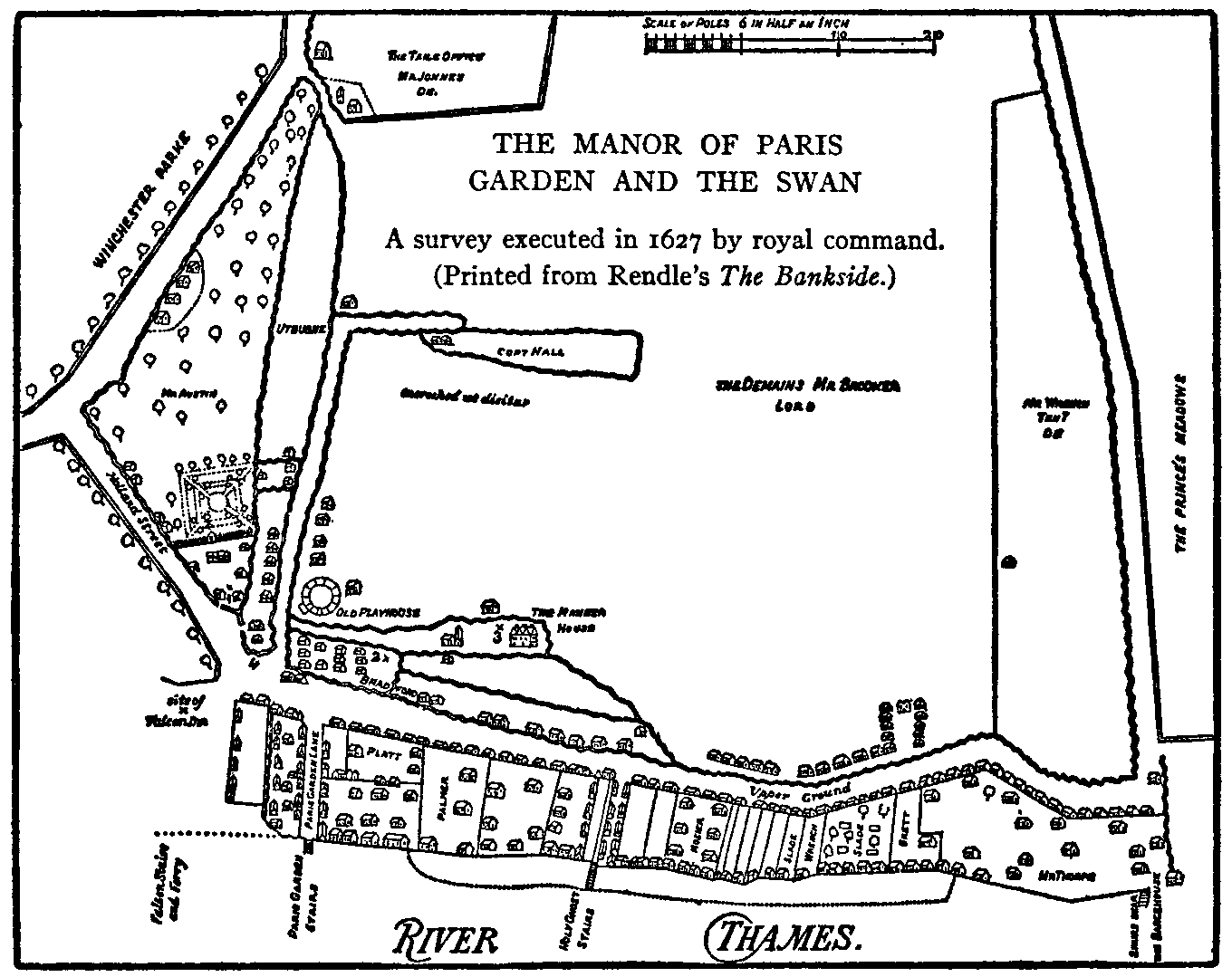
バンクサイドのパリスガーデン荘園。スワン座の位置が示されている。拡大

スワン座(英語: The Swan)はウィリアム・シェイクスピアの経歴の前半に、イングランド、ロンドンのサザークにあったイギリス・ルネサンス演劇の劇場である。1595年にかつて王室の所有だったリバティに建てられた。ロンドンの主要な一般向けの劇場としては、ジェームズ・バーベッジのシアター座（1576年）、カーテン座（1577年）、ニューイントン・バッツ劇場（1555年と1577年の間）、フィリップ・ヘンズローのローズ座（1587年から1588年）に次いで5番目に開設された。
スワン座は、シティ・オブ・ロンドンからテムズ川を越えたサザークのバンクサイド地区の西端、パリスガーデン荘園（en:Liberty of Paris Garden）の中にあった。スワン座の創設者、フランシス・ラングリーは1589年5月にこの地所を購入した。劇場が建てられたのは、地所の中でもロンドン・ブリッジに最も近い北東の角地で、テムズ川から約130メートルの場所だった。劇場はパリス・ガーデン・ステアーズとファルコン・ステアーズの渡し場に近く、観客は渡し船で来ることもできた。荘園をもともと所有していたのはバーモンジーの修道院である。イングランドの宗教改革でカトリックの修道院が解散させられたのちに、この土地は王室の所有になり、何人かの手に渡った末に850￡でラングリーに売られた。ロンドンの市長はラングリーが受けた劇場開設許可に抗議したが、この地所がかつて王室のもので、市長に司法権がなかったため聞き届けられなかった。
ラングリーは1595年から翌年にかけてスワン座を完成させたと見られる。建設当初はロンドンにある劇場の中で最も印象的な外観を持つ建物だったとされている。1596年頃にロンドンを訪問したオランダ人ヨハネス・デ・ウィットは、友人アレント・ファン・ブッシェルへの書簡でスワン座について言及している。ファン・ブッシェルの備忘録に収録されたデ・ウィットの文章は、3,000人の観客を収容できるスワン座を「ロンドンの円形劇場の中で最も素晴らしく、最も大きい」としている。スワン座は燧石のコンクリートで造られており、その木製の支柱はとても巧妙に塗装されていたので「最も感覚の鋭い人たちにさえ、大理石製であるように思わせた」という。デ・ウィットの書簡には、スワン座の「ローマ風」の外観を伝えるためにスケッチも添えられていた。ファン・ブッシェルによって複写されたこの絵は、エリザベス1世時代の劇場のスケッチとして唯一現存するものだとされている。もし1596年の夏にスワン座で宮内大臣一座が上演していたとすると（確実ではないが可能性はある）、彼らがそのスケッチに描かれている役者なのかもしれない。1613年にヘンズローが新しくホープ座を建てた時には、彼は大工に、自身がかつて建てたローズ座ではなくスワン座をまねさせた。このころローズ座はスワン座と比較して旧式で時代遅れの外観になっていたと考えられる。
1597年にスワン座はペンブルック伯一座を迎え入れた。俳優リチャード・ジョーンズ、トマス・ダウンタウン、そしてリーダーのエドワード・アレンは、ライバルであるローズ座の海軍大臣一座の地位を捨てて一座に加入した。同年、ペンブルック伯一座はトマス・ナッシュとベン・ジョンソンによって書かれた悪名高い『犬の島』の戯曲を上演した。具体的な内容は不明だが、同作は権威の高い人々に対する風刺を含んでいたと見られ、枢密院ばかりかエリザベス女王の不興をも買った。ジョンソンは同作を演じたガブリエル・スペンサーや他の役者とともに投獄された。同年7月、王室の意を受けた枢密院は、すべての劇団の公演を停止し、すべての劇場を取り壊すよう命令を下した（ただし、取り壊し令が額面通り実行されることはなかった）。ラングリーはかねてから、劇場とは無関係な問題により枢密院といさかいを起こしていたため、この厳しい処置はラングリーを標的にしたものだったかもしれない。11月に命令が失効すると、巻き添えを食っていた宮内大臣一座と海軍大臣一座は正式な認可を得て公演を再開したが、スワン座のペンブルック伯一座は認可を受けることができなかった。ペンブルック伯一座の主要な座員はこぞって離脱し、海軍大臣一座に加わった。残された座員はスワン座で無許可の公演を行っていたが、ほかの劇団がそれを明るみに出したため、1598年2月19日に枢密院から活動の差し止めを命じられた。以後数年にわたり、スワン座で公演が行われたという記録はほとんどない。1601年にラングリーは死亡し、スワン座とパリスガーデン荘園は民事訴訟裁判所の首席秘書官ヒュー・ブロウカーに売却された。ブロウカーの一族は1655年までスワン座を所有し続けた。
1602年に別のスキャンダルがスワン座を動揺させた。その発端はリチャード・ヴェンナーという人物が新しい戯曲、『イングランドの喜び』を11月6日にスワン座で上演すると広告したことだった。同作はエリザベス女王の栄光を題材とした素晴らしい物語だと宣伝され、愛国的な市民によってチケットはすぐに売り切れた。しかしながら、実際に戯曲が上演されることはなかった。スワン座に集まった観客は暴動を起こし、劇場の設備や内装を破壊した。それ以降スワン座が再び人気をとりもどすことはなかったと見られる。
宮廷と市当局がロンドンの演劇一座の数を制限しようとしたことで、露天劇場の数が過剰であったため、スワン座では断続的に芝居が上演されるだけだった。スワン座で初演された戯曲の中で、『犬の島』と並んで最も有名なのはトマス・ミドルトンの『チープサイドの貞淑な乙女』である。同作は再編された直後のエリザベス姫一座によって1613年に上演された。芝居のほかにも、スワン座では剣戟大会や熊いじめなどの大衆的な見世物が提供されていた。
以後8年間、劇場は特別な見世物のために時おり使われただけだった。1615年から5年間、スワン座が使用されることはなかったが、1621年に名前が残っていない数名の役者が公演を行った。彼らは長い間とどまらなかった。
スワン座の建物は続く20年の間に老朽化した。ニコラス・グッドマンの1632年のパンフレット、Holland Leaguerにおいて、スワン座は「今や朽ち果て、死に瀕した白鳥のように、首を垂れて自らの挽歌を歌う」と描写されている。史料はその日付の後にスワン座に言及していない。